# دریاچه شهیون
دریاچه دز که به آن دریاچهٔ سد دز دزفول هم گفته‌اند، دریاچه‌ای است مصنوعی در استان خوزستان ایران که در شهرستان دزفول است . وسعت این دریاچه در شرایط پرآبی و کم‌آبی کمی متفاوت بوده و در حالت کلی در حدود ۶٬۰۰۰ هکتار است. عمق دریاچه نیز در ژرف‌ترین مکان به ۵۰ متر می‌رسد. آب دریاچه سد دز دزفول از رشته کوه‌های زاگرس منشأ می‌گیرد.
این دریاچه مصنوعی با طول ۶۵ کیلومتر و مساحت تقریبی ۶ هزار هکتار ، در ۲۳ کیلومتری شمال شرق اندیمشک، پشت کوه‌های منطقه چهل‌پا و تنگوان قرار گرفته است. دسترسی به دریاچه از طریق منطقه گردشگری شهیون-جاده سد دز-روستای پامنار امکان‌پذیر است.
امکانات تفریحی دریاچه شامل ورزش‌های آبی مانند قایق‌رانی و اسکی، جزیره‌گردی و روستاگردی است. با این حال، شنا و ماهیگیری در بعضی فصول سال در دریاچه ممنوع می‌باشد. برای اقامت، می‌توان از اقامتگاه‌های روستاهای پلاژ، ویلاهای پشت سد یا چادر زدن در منطقه استفاده کرد. بهترین زمان سفر به دریاچه سد دز دزفول، انتهای زمستان و اوایل بهار است.

## حیات وحش
آب دریاچه از ارتفاعات اراک و الیگودرز سرچشمه می‌گیرد و پس از عبور از کوه‌های زاگرس و دریافت ریزابه‌ها، به دریاچه وارد می‌شود. جزایر کوچک و بزرگ در داخل دریاچه، پوشیده از درختان کنار و بادام کوهی، به زیبایی آن افزوده‌اند.
منطقه شهیون به دلیل نزدیکی به کوه‌های زاگرس در شمال و جلگه گرم خوزستان در جنوب، دارای آب و هوای متغیر است. حیات وحش منطقه شامل جانورانی چون روباه، خرگوش و پلنگ، و پرندگانی مانند تیهو، کبک و پرندگان دریایی است. همچنین، ماهی قزل‌آلا در دریاچه زندگی می‌کند که به دلیل دماهای مختلف آب در نقاط مختلف دریاچه امکان‌پذیر شده است.
دریاچه دز دارای چند جزیره کوچک و بزرگ است که درختان کُنار کلخنگ و بید و بادام کوهی بر آن‌ها روئیده‌اند. جزیره بزرگ وسط دریاچه مساحتی بالغ بر ۶۰ هزار مترمربع دارد. جانوران کوچکی همچون روباه و خرگوش در کنار پرندگانی مانند تیهو و کبک و پرندگان دریایی بر روی این جزیره‌ها زندگی می‌کنند. در بخش‌های سخت‌گذر این مناطق پلنگ هم دیده شده است.
از ویژگی‌های این دریاچه، وجود ماهی قزل‌آلای رنگین کمان است که با وجود گرمسیر بودن منطقه، به دلیل وجود جریان‌های خنک فصلی و چشمه‌های زیرزمینی، در این دریاچه زیست می‌کند.
امکانات تفریحی دریاچه شهیون شامل قایق‌رانی، اسکی روی آب و جزیره‌گردی است. همچنین روستاهای گردشگری اطراف دریاچه مانند روستای پامنار، جذابیت‌های طبیعی منطقه را دوچندان می‌کنند.
بهترین زمان برای سفر به دریاچه شهیون، انتهای زمستان و اوایل بهار است که هوا مطبوع و خنک است. برای اقامت، می‌توان از اقامتگاه روستای پامنار، ویلاهای ساحلی رودخانه دز یا برپایی چادر در کنار دریاچه استفاده کرد.
توجه: شنا در دریاچه شهیون به دلیل خطر جریان‌های آب ناشی از توربین‌های سد، توصیه نمی‌شود. همچنین، صید ماهی در این دریاچه نیازمند مجوز از سازمان حفاظت محیط زیست است.